# Calopteryx haemorrhoidalis
Espèce
Statut de conservation UICN

 LC  : Préoccupation mineure
Calopteryx haemorrhoidalis, le caloptéryx méditerranéen ou caloptéryx hémorroïdal, est une espèce de demoiselles de la famille des Calopterygidae.

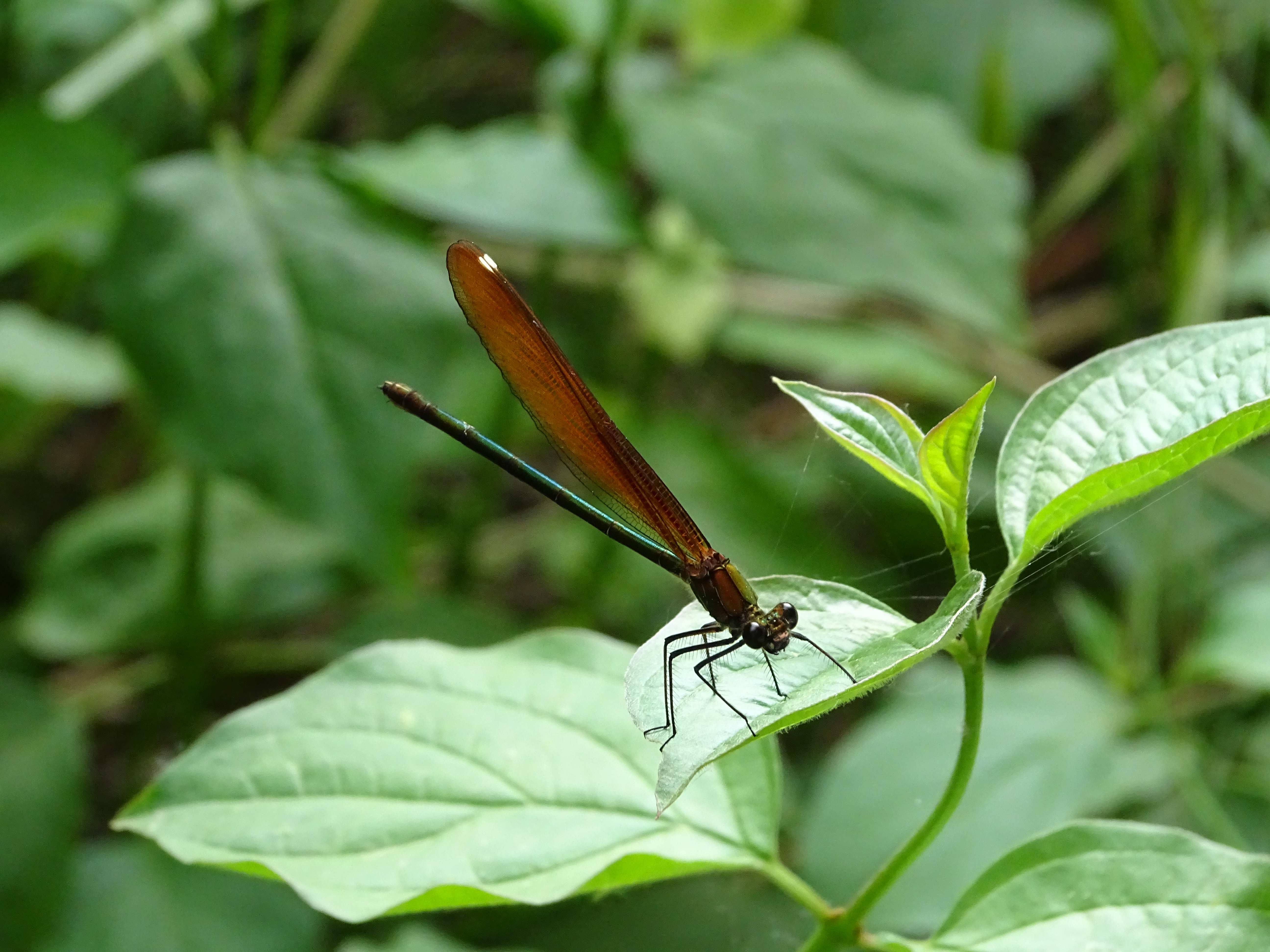
Calopteryx haemorrhoidalis sur une feuille en Aragon

## Distribution
Cette espèce endémique de l'ouest méditerranéen est fréquente sur les cours d'eau d'Europe sud-occidentale, des îles (Baléares, Corse, Sardaigne, Sicile), du Maroc, du nord de l'Algérie et du nord de la Tunisie.